# Louis Faidherbe

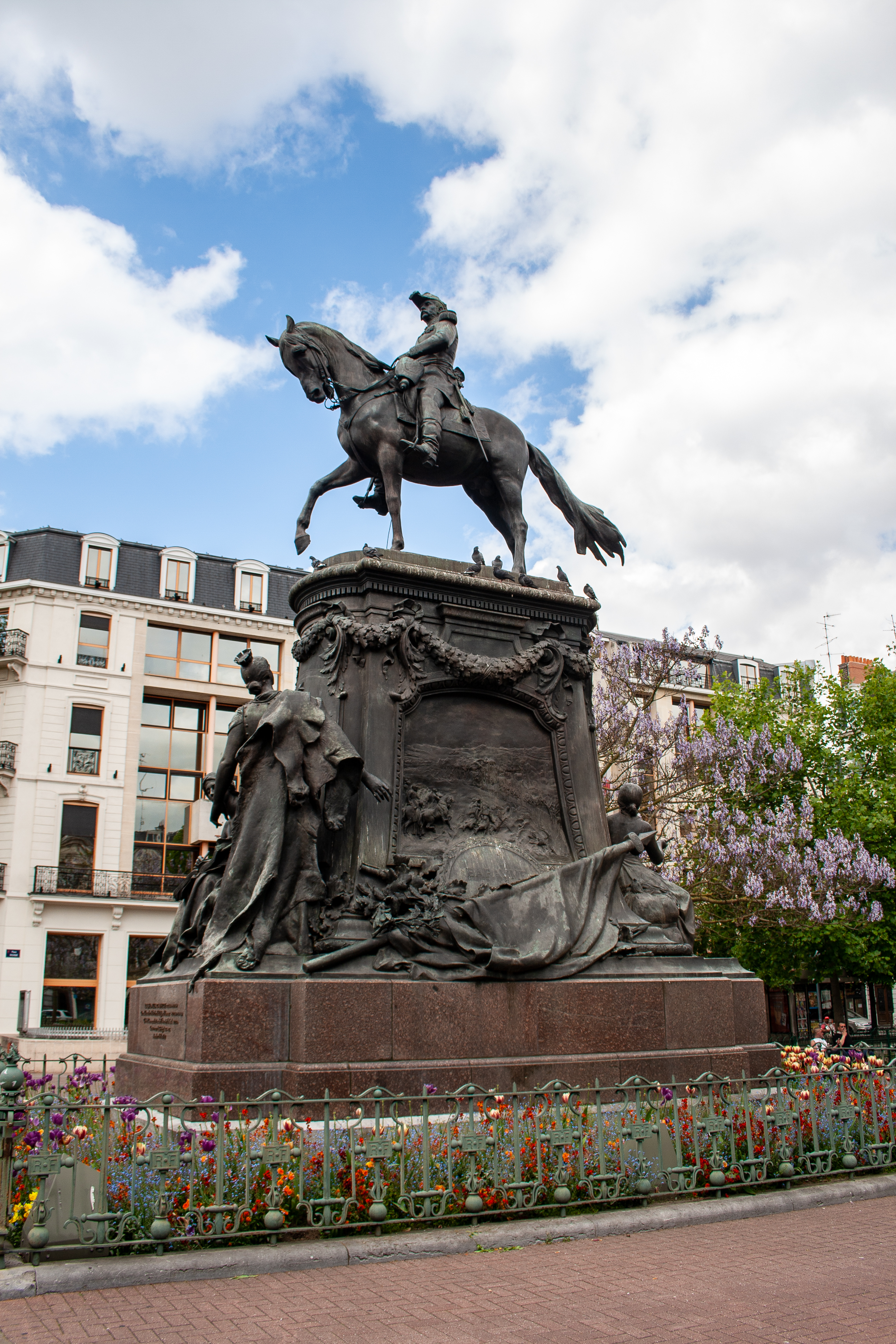
Lovasszobra Lille városában

Louis Léon César Faidherbe [ejtsd: federb] (Lille, 1818. június 3. – Párizs, 1889. szeptember 28.) francia tábornok.

## Életútja
1838-tól fogva a párizsi műegyetemen, 1840-től pedig a metzi tüzérségi és műszaki iskolában tanult. 1844-45-ig Algériában, 1848-49-ben Guadeloupe szigetén, 1849-től 1852-ig pedig ismét Algériában állomásozott, és több expedícióban vett részt a bennszülöttek ellen. 1852-től 1865-ig rövid félbeszakítással Szenegálban működött mint kormányzó,  kitűnő eredménnyel. 1858-ban legyőzte Trarza mór törzseit, 1861-ben elfoglalta Cayor néger király tengerparti országát, szintúgy a Szenegál folyó jobb partját Bathel de Medináig. 1865-ben saját kérelmére visszahívták és a Bone-ban (ma Annaba, Algéria) állomásozó hadosztály parancsnokává nevezték ki. A párizsi körök ezután ezt a derék embert, aki szünidejét római feliratok és régiségek gyűjtésére fordította, figyelembe sem vették.
A köztársaság kikiáltása után azonban (1870 novemberében) Léon Gambetta Franciaországba hívta Faidherbe-t, aki december 3-án átvette az imént Amiens-nél megvert francia északi hadsereg fővezérletét, és a válságos helyzet közepette is erős harci tevékenységet fejtett ki. Miután dezorganizált katonáit némiképpen rendbe szedte, a 22. és 23. hadtesttel dél felé nyomult, elfoglalta a kis Ham erősséget (december 9.) és Hallue mellett visszaverte Edwin von Manteuffel támadását (december 23.). Péronne várának felmentésére indult. 1871. január 2-án és 3-án nagy hévvel támadta a németeket Bapaume mellett, de nagy veszteségek érték, végül január 19-én Saint-Quentinnél August Karl von Goeben teljesen leverte. A fegyverszünet után a nemzetgyűlésbe választották, ahol Gambetta pártjához csatlakozott.
1871-ben a kormány megbízásából tanulmányútra indult Felső-Egyiptomba (az ottani emlékek és feliratok tanulmányozása végett). A köztársasági párt végleges győzedelme után a hadügyminisztérium vezetésével kínálták meg, de ezt az állást megromlott egészsége miatt nem vállalhatta el. 1879-ben szenátorrá választották. 1880-ban a Becsületrend kancellárjává nevezték ki. Mint tudós különösen Északnyugat-Afrika földrajza és néprajza körül szerzett elévülhetetlen érdemeket.
Értekezései a párizsi földrajzi társaság évkönyveiben és az általa 1860 óta Szenegálban, Saint-Louis-ban kiadott Annuaire du Sénégal-ban jelentek meg. Hadviselését „Campagne de l’armée du Nord” (Az Északi hadsereg hadjárata) (Párizs, 1871) című művében igazolta. Halálát az egész nemzet gyászolta, állami temetésben részesült Lille-ben. Bapaumban szobrot emeltek neki.
Nevét néhány évig egy TEE vasúti járat is viselte, mely Párizs és Lille között közlekedett.

## Nevezetesebb művei
- Chapitre de géographie sur le Nord-Ouest de l’Afrique (St.-Louis, 1864)
- Collection complete des inscriptions numidiques avec des aperçus ethnographiques sur les Numides (Lille 1870)
- Campagne de l’armée du Nord (Párizs, 1871)
- Sur les tombeaux mégalithiques et sur les blonds de la Libye (A párisi Société d’anthropologie folyóiratának 4. kötete, 1870. Instructions sur l’anthropologie de l’Algérie, Topinard-ral. Párizs, 1874)
- Les dolmens d’Afrique (1873)
- Epigraphie phénicienne (1873)
- Essai sur la langue Poul (1874)
- Le Soudan français (1884)
- Le Sénégal. La France dans l’Afrique occidentale (Párizs, 1889)

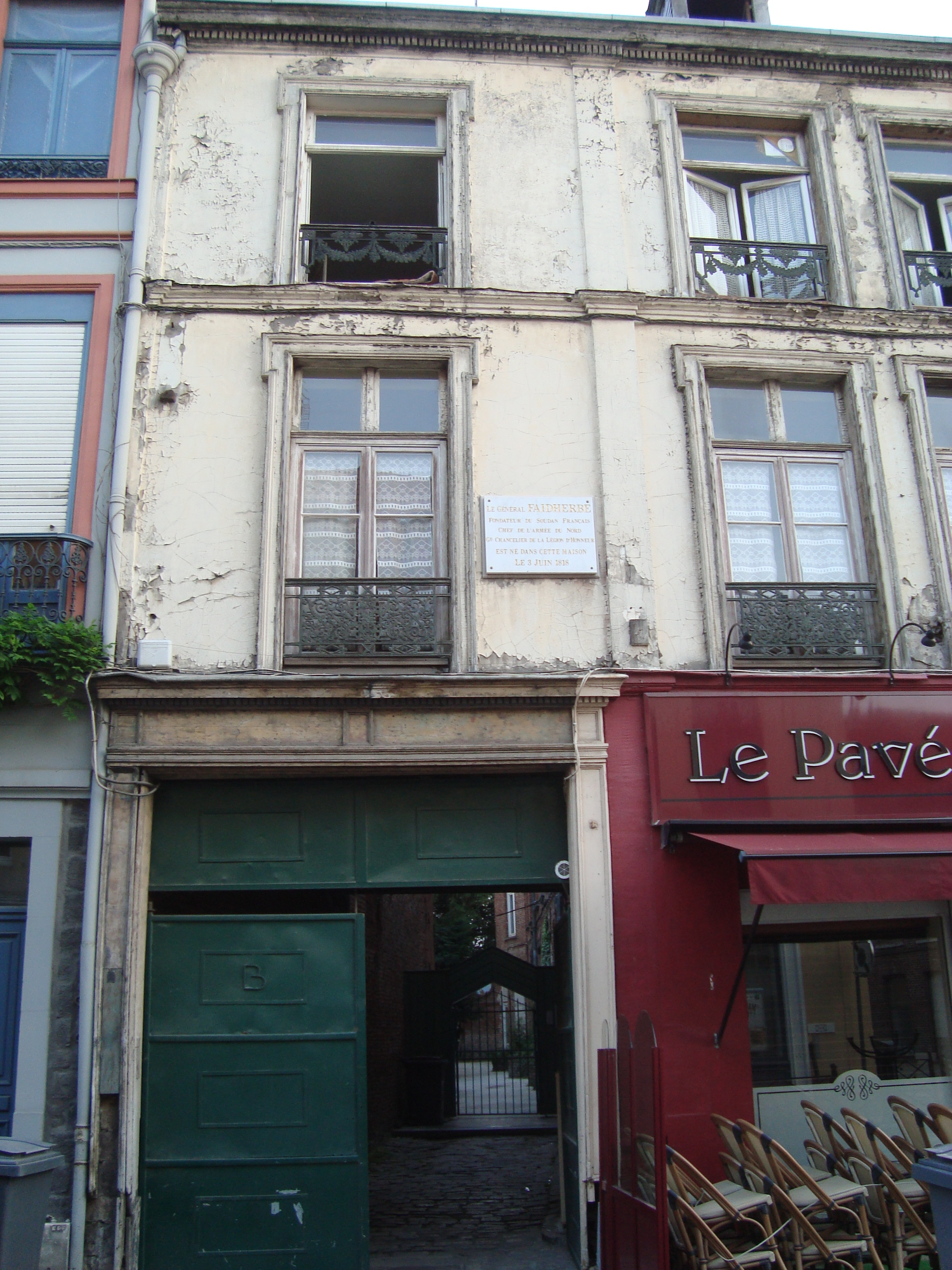
Faidherbe szülőháza (Rue Saint-André)